# Гварини-Санта Марина III (Авелино)
Гварини-Санта Марина III је насеље у Италији у округу Авелино, региону Кампанија.
Према процени из 2011. у насељу је живело 46 становника. Насеље се налази на надморској висини од 604 м.